# 미셸 강
미셸 강(Yongmee Michele Kang, 강용미)은 기업인이자 축구 행정가이다. 한국계 미국인이다.

## 생애
1959년 대한민국에서 출생하였다. 
서강대학교 재학 중 미국으로 유학을 떠났고 그 후 기업인으로 성공하였다.

## 축구
미국 여자 프로축구 내셔널 위민스 사커 리그 소속 워싱턴 스피릿, 프랑스 여자 프로축구 프르미에르 리그 올랭피크 리옹 페미닌, 영국 여자 프로축구 FA 여자 챔피언십 소속 런던 시티 라이어니스 이렇게 3개 구단의 최대주주이자 구단주이다.